# کرومینسکایا
کرومینسکایا (به لاتین: Krominskaya) یک منطقهٔ مسکونی در روسیه است که در استان آرخانگلسک واقع شده‌است.